# Автошлях США 50 у Каліфорнії
Автошлях США 50 у Каліфорнії (US Route 50) — трансконтинентальна пронумерована автомагістраль США, тягнеться від Західного Сакраменто, штат Каліфорнія, на заході до Оушен-Сіті, штат Меріленд, на сході. Каліфорнійська частина США 50 пролягає на схід від міжштатної автомагістралі 80 (I-80) у Західному Сакраменто до межі штату Невада в Саут-Лейк-Тахо. Частина в Сакраменто також має непідписане позначення Міжштатна автомагістраль 305. Західна половина шосе в Каліфорнії — це розділене шосе з чотирма або більше смугами руху, здебільшого побудоване за стандартами автостради, і відоме як автострада Ельдорадо за межами центру Сакраменто. US 50 продовжується як нерозділене шосе з однією смугою в східному напрямку та двома смугами в західному напрямку, доки маршрут не досягне каньйону річки Саут-Форк Американ у Рівертоні. Інша частина шосе, яка підіймається вздовж каньйону та виходить із нього, потім над Сьєрра-Невада на вершині Ехо та в басейн озера Тахо, є дорогою з двома смугами руху.
Коридор US 50 є історичним, ним користувалися багато 49ers, які прибули до Каліфорнії під час золотої лихоманки, а також Поні-експрес. У 1895 році частину сучасного маршруту було визначено як першу державну магістраль Каліфорнії, а пізніше її було визначено як один із двох маршрутів Лінкольнського шосе через Сьєрра-Неваду. Велика частина US 50 була побудована під час початкового будівництва системи автомобільних доріг штату Каліфорнія.

## Опис маршруту
US 50 починається в Західному Сакраменто, де I-80 виїжджає з автостради Західного Сакраменто на об’їзну дорогу Сакраменто. На західній кінцевій розв‘язці знак кілометражу вказує відстань до каліфорнійських міст Плесервіль і Саут-Лейк-Тахо разом зі східною кінцевою розв‘язкою шосе в Оушен-Сіті, штат Меріленд. Старий маршрут I-80 через Сакраменто підписаний як US 50 і Бізнес 80 у західній частині та Бізнес 80 (Capital City Highway) у східній частині. Бізнес 80 перекриває US 50 на автостраді Західного Сакраменто до розгалуження з SR 275, потім через річку Сакраменто на Меморіальному мосту Піонерів і через I-5 до SR 99. Починаючи з 2016 року, знаки на цій ділянці оновлюються, щоб видалити посилання на Business 80 і натомість підписати маршрут лише як US Highway 50. Приблизно 9.7 км US 50 від I-80 до SR 99 на південь також є частиною міжштатної магістралі, що має непідписане позначення "Міжштатна автомагістраль 305".